# Cisneros (Spagna)
Cisneros è un comune spagnolo di 581 abitanti situato nella comunità autonoma di Castiglia e León, comarca di Tierra de Campos.